# 訴諸成就
訴諸成就（英語：Appeal to accomplishment），係主張由於某人或某人的團隊沒有達成某項成就，因而其針對某事的主張不可信。
像例如在討論死刑存廢時，面對支持死刑的人的質問，廢除死刑的人說自己是法律或犯罪學相關科系畢業的，拿學歷壓人，以明示暗示支持死刑的人不了解廢除死刑，因此其質問無效，就是一個例子。
此論證若基於「某人無某事之經驗」而假定某人對某事無知，則亦屬訴諸默認謬誤。此論證若基於「某人無某成就」而批評某人無資格談論某事，則亦屬訴諸人身謬誤。後來多半用於回覆「酸葡萄心理」的言論。

## 示例
恐龍法官

你只是根據自己的主觀印象和看媒體報導案件的內容，就覺得承審案件的那位法官是恐龍法官，你根本沒有讀判決書，等你讀完判決書後，再決定要不要罵本案件的法官是恐龍法官吧！

萌漫畫

你沒真的讀過那本漫畫，只是翻了一兩頁加上別人的道聽塗說，因此你沒資格說那本漫畫是沒有內容的廢萌漫畫。

核能工程

不是念核能工程的，就不該任意討論核電的安全性。

批判公司制度

沒在我們公司工作過的，就不要任意批判我們公司的制度！

邏輯謬誤

你怎麼敢說他的論述充滿謬誤？你懂邏輯嗎？

政治人物短視近利

等你有實際從政的經驗後，再嘴說政治人物都短視近利、沒想到未來、只會圖利財團吧！

## 外部連結
- （英文）What is Appeal To Accomplishment?（页面存档备份，存于）